# Élections législatives de 1962 en Ille-et-Vilaine
Les élections législatives françaises de 1962 se déroulent les 18 et 25 novembre 1962.  Dans le département d'Ille-et-Vilaine, six députés sont à élire dans le cadre de six circonscriptions.

## Élus
| Circonscription | Député sortant            | Parti | Parti   | Député élu ou réélu | Parti | Parti   |
| --------------- | ------------------------- | ----- | ------- | ------------------- | ----- | ------- |
| 1re             | Henri Fréville            |       | MRP     | Henri Fréville      |       | MRP     |
| 2e              | Henri Jouault             |       | CNIP    | François Le Douarec |       | UNR-UDT |
| 3e              | Alexis Méhaignerie        |       | MRP     | Alexis Méhaignerie  |       | MRP     |
| 4e              | Isidore Renouard          |       | Modérés | Isidore Renouard    |       | RI      |
| 5e              | Pierre de Bénouville nsrp |       | UNR     | Jean Le Lann        |       | MRP     |
| 6e              | Georges Coudray           |       | MRP     | Yvon Bourges        |       | UNR-UDT |

## Résultats

### Résultats à l'échelle du département
| Parti          | Parti                                          | Premier tour | Premier tour | Second tour | Second tour | Sièges |
| Parti          | Parti                                          | Voix         | %            | Voix        | %           | Sièges |
| -------------- | ---------------------------------------------- | ------------ | ------------ | ----------- | ----------- | ------ |
|                | Union pour la nouvelle République (UDT)        | 76 675       | 30,83        | 85 503      | 58,50       | 2      |
|                | Républicains indépendants                      | 20 210       | 8,13         |             |             | 1      |
|                | Divers droite (gaulliste)                      | 6 561        | 2,64         | 0           |             |        |
|                | Majorité présidentielle                        | 103 446      | 41,60        | 85 503      | 58,50       | 3      |
|                |                                                |              |              |             |             |        |
|                | Mouvement républicain populaire                | 72 649       | 29,21        |             |             | 2      |
|                | Divers                                         | 11 932       | 4,80         | 18 143      | 12,41       | 1      |
|                | Centre national des indépendants et paysans    | 11 758       | 4,73         | 14 742      | 10,09       | 0      |
|                | Centre démocratique                            | 96 339       | 38,74        | 32 885      | 22,50       | 3      |
|                |                                                |              |              |             |             |        |
|                | Parti communiste français                      | 24 995       | 10,05        | 23 245      | 15,91       | 0      |
|                | Section française de l'Internationale ouvrière | 12 913       | 5,19         | Retrait     | Retrait     | 0      |
|                | Parti socialiste unifié                        | 7 252        | 2,92         |             |             | 0      |
|                | Parti radical                                  | 3 065        | 1,23         | 4 515       | 3,09        | 0      |
|                | Divers                                         | 680          | 0,27         |             |             | 0      |
|                |                                                |              |              |             |             |        |
| Inscrits       | Inscrits                                       | 375 832      | 100,00       | 208 766     | 100,00      | 6      |
| Abstentions    | Abstentions                                    | 118 868      | 31,63        | 56 928      | 27,27       |        |
| Votants        | Votants                                        | 256 964      | 68,37        | 151 838     | 72,73       |        |
| Blancs et nuls | Blancs et nuls                                 | 8 274        | 3,22         | 5 690       | 3,75        |        |
| Exprimés       | Exprimés                                       | 248 690      | 96,78        | 146 148     | 96,25       |        |

### Résultats par circonscription

#### Première circonscription (Rennes-Nord)
|                       | Henri Fréville sortant réélu | MRP            | 21 723 | 50,04  |  |  |  |
|                       | André Tanguy                 | UNR-UDT        | 11 689 | 26,93  |  |  |  |
|                       | Charles Foulon               | PSU            | 5 178  | 11,93  |  |  |  |
|                       | Yves Brault                  | PCF            | 4 818  | 11,10  |  |  |  |
|                       |                              |                |        |        |  |  |  |
| Inscrits              | Inscrits                     | Inscrits       | 71 805 | 100,00 |  |  |  |
| Abstentions           | Abstentions                  | Abstentions    | 26 840 | 37,38  |  |  |  |
| Votants               | Votants                      | Votants        | 44 965 | 62,62  |  |  |  |
| Blancs et nuls        | Blancs et nuls               | Blancs et nuls | 1 557  | 3,46   |  |  |  |
| Exprimés              | Exprimés                     | Exprimés       | 43 408 | 96,54  |  |  |  |
| Source : Data.gouv.fr |                              |                |        |        |  |  |  |

#### Deuxième circonscription (Rennes-Sud)
| Candidat       | Candidat                | Parti          | Premier tour | Premier tour | Second tour | Second tour |  |
| Candidat       | Candidat                | Parti          | Voix         | %            | Voix        | %           |  |
| -------------- | ----------------------- | -------------- | ------------ | ------------ | ----------- | ----------- |  |
|                | François Le Douarec élu | UNR-UDT        | 15 611       | 30,11        | 29 379      | 52,98       |  |
|                | Henri Jouault sortant   | CNIP           | 11 758       | 22,68        | 14 742      | 26,58       |  |
|                | Jean-Paul Chassebœuf    | MRP            | 8 727        | 16,83        | Retrait     | Retrait     |  |
|                | Louis Barbé             | PCF            | 7 202        | 13,89        | 11 337      | 20,44       |  |
|                | Alexis Le Strat         | SFIO           | 6 469        | 12,48        | Retrait     | Retrait     |  |
|                | Pierre Roy              | PSU            | 2 074        | 4,00         |             |             |  |
|                |                         |                |              |              |             |             |  |
| Inscrits       | Inscrits                | Inscrits       | 81 688       | 100,00       | 81 688      | 100,00      |  |
| Abstentions    | Abstentions             | Abstentions    | 28 391       | 34,76        | 24 756      | 30,31       |  |
| Votants        | Votants                 | Votants        | 53 297       | 65,24        | 56 932      | 69,69       |  |
| Blancs et nuls | Blancs et nuls          | Blancs et nuls | 1 456        | 2,73         | 1 474       | 2,59        |  |
| Exprimés       | Exprimés                | Exprimés       | 51 841       | 97,27        | 55 458      | 97,41       |  |

#### Troisième circonscription (Vitré)
|                       | Alexis Méhaignerie sortant réélu | MRP            | 18 047 | 54,77  |  |  |  |
|                       | Gaston Quétel                    | UNR-UDT        | 12 745 | 38,68  |  |  |  |
|                       | Marcel Monier                    | PCF            | 2 159  | 6,55   |  |  |  |
|                       |                                  |                |        |        |  |  |  |
| Inscrits              | Inscrits                         | Inscrits       | 45 680 | 100,00 |  |  |  |
| Abstentions           | Abstentions                      | Abstentions    | 10 658 | 23,33  |  |  |  |
| Votants               | Votants                          | Votants        | 35 022 | 76,67  |  |  |  |
| Blancs et nuls        | Blancs et nuls                   | Blancs et nuls | 2 071  | 5,91   |  |  |  |
| Exprimés              | Exprimés                         | Exprimés       | 32 951 | 94,09  |  |  |  |
| Source : Data.gouv.fr |                                  |                |        |        |  |  |  |

#### Quatrième circonscription (Redon)
|                       | Isidore Renouard sortant réélu | RI                        | 20 210 | 65,13  |  |  |  |
|                       | Joseph de Sonis                | Divers droite (Gaulliste) | 6 561  | 21,14  |  |  |  |
|                       | Marcel Dubois                  | PCF                       | 2 064  | 6,65   |  |  |  |
|                       | Albert Vibert                  | SFIO                      | 1 514  | 4,88   |  |  |  |
|                       | Jean Gacon                     | Divers                    | 680    | 2,19   |  |  |  |
|                       |                                |                           |        |        |  |  |  |
| Inscrits              | Inscrits                       | Inscrits                  | 49 560 | 100,00 |  |  |  |
| Abstentions           | Abstentions                    | Abstentions               | 17 790 | 35,9   |  |  |  |
| Votants               | Votants                        | Votants                   | 31 770 | 64,1   |  |  |  |
| Blancs et nuls        | Blancs et nuls                 | Blancs et nuls            | 741    | 2,33   |  |  |  |
| Exprimés              | Exprimés                       | Exprimés                  | 31 029 | 97,67  |  |  |  |
| Source : Data.gouv.fr |                                |                           |        |        |  |  |  |

#### Cinquième circonscription (Fougères)
| Candidat              | Candidat         | Parti           | Premier tour | Premier tour | Second tour | Second tour |  |
| Candidat              | Candidat         | Parti           | Voix         | %            | Voix        | %           |  |
| --------------------- | ---------------- | --------------- | ------------ | ------------ | ----------- | ----------- |  |
|                       | Jean Le Lann élu | Divers (CNIP)   | 11 932       | 32,75        | 18 143      | 47,33       |  |
|                       | Ernest Garel     | UNR-UDT         | 10 529       | 28,90        | 15 677      | 40,89       |  |
|                       | Joseph Tronchot  | MRP             | 8 699        | 23,88        | Retrait     | Retrait     |  |
|                       | Guy Hamon        | Rad (SFIO, PSU) | 3 065        | 8,41         | 4 515       | 11,78       |  |
|                       | Jean Macé        | PCF             | 2 207        | 6,06         | Retrait     | Retrait     |  |
|                       |                  |                 |              |              |             |             |  |
| Inscrits              | Inscrits         | Inscrits        | 48 989       | 100,00       | 48 975      | 100,00      |  |
| Abstentions           | Abstentions      | Abstentions     | 11 389       | 23,25        | 9 644       | 19,69       |  |
| Votants               | Votants          | Votants         | 37 600       | 76,75        | 39 331      | 80,31       |  |
| Blancs et nuls        | Blancs et nuls   | Blancs et nuls  | 1 168        | 3,11         | 996         | 2,53        |  |
| Exprimés              | Exprimés         | Exprimés        | 36 432       | 96,89        | 38 335      | 97,47       |  |
| Source : Data.gouv.fr |                  |                 |              |              |             |             |  |

#### Sixième circonscription (Saint-Malo)
| Candidat              | Candidat                | Parti          | Premier tour | Premier tour | Second tour | Second tour |  |
| Candidat              | Candidat                | Parti          | Voix         | %            | Voix        | %           |  |
| --------------------- | ----------------------- | -------------- | ------------ | ------------ | ----------- | ----------- |  |
|                       | Yvon Bourges élu        | UNR-UDT        | 26 101       | 49,22        | 40 447      | 77,25       |  |
|                       | Georges Coudray sortant | MRP            | 15 453       | 29,14        | Retrait     | Retrait     |  |
|                       | Jean Lemaître           | PCF            | 6 545        | 12,34        | 11 908      | 22,74       |  |
|                       | Paul Moulin             | SFIO           | 4 930        | 9,29         | Retrait     | Retrait     |  |
|                       |                         |                |              |              |             |             |  |
| Inscrits              | Inscrits                | Inscrits       | 78 110       | 100,00       | 78 103      | 100,00      |  |
| Abstentions           | Abstentions             | Abstentions    | 23 800       | 30,47        | 22 528      | 28,84       |  |
| Votants               | Votants                 | Votants        | 54 310       | 69,53        | 55 575      | 71,16       |  |
| Blancs et nuls        | Blancs et nuls          | Blancs et nuls | 1 281        | 2,36         | 3 220       | 5,79        |  |
| Exprimés              | Exprimés                | Exprimés       | 53 029       | 97,64        | 52 355      | 94,21       |  |
| Source : Data.gouv.fr |                         |                |              |              |             |             |  |